# Београд
Београд је главни и највећи град Србије. Лежи на ушћу Саве у Дунав, где се Панонска низија спаја са Балканским полуострвом. Београд је управно седиште града Београда, посебне територијалне јединице са својом месном самоуправом. Према попису из 2022. било је 1.197.714 становника, док је у широј околини живело 1.681.405 становника. Један је од највећих градова југоисточне Европе и трећи град по броју становника на Дунаву.
Један је од старијих градова у Европи. Прва насеља на територији Београда датирају из праисторијске Винче, 4.800. година п. н. е. Сам град су основали Келти у 3. веку п. н. е, пре него што је постао римско насеље Сингидунум. Београд је главни град Србије од 1405. године и био је престоница јужнословенских држава од 1918. па до 2003, као и Србије и Црне Горе од 2003. до 2006.
Ужи део града заузима површину од 389,12 2 и густина насељености је око 3.078 становника по 2. Град Београд има статус посебне територијалне јединице у Србији са својом локалном самоуправом, а његова површина износи 3.234,96 2. Његова територија је подељена на 17 градских општина, од којих свака има своје локалне органе власти.
Београд је био домаћин великих међународних догађаја као што су Дунавска конференција (1948), Прва конференција Покрета несврстаних (1961), први велики скуп ОЕБС-а (1977—1978), Песма Евровизије (2008), као и спортских догађаја као што су прво ФИНА Светско првенство у воденим спортовима (1973), Европско првенство у фудбалу (1976), Летња универзијада (2009) и Европско првенство у кошарци (1961, 1975, 2005). Београд ће бити домаћин међународне специјализоване изложбе Expo 2027.

## Назив
Словенско име Белиград (од старословенског  и као ) први пут је забележено 878. године.
| Име        | Објашњење                                                                            |
| ---------- | ------------------------------------------------------------------------------------ |
|            | келтско име града                                                                    |
| Singidūnum | романизовано келтско име                                                             |
|            | словенско име; први пут се јавља 878. у писму папе Јована VIII цару Борису бугарском |
| Бијоград   | По Вукову речнику (1818)                                                             |
|            | назив у Црној Гори и Далмацији                                                       |
|            | латинизовано име града                                                               |
|            | мађарско име                                                                         |
|            | немачко име                                                                          |
|            | италијанско име                                                                      |
|            | у средњовековној Мађарској до 14. века                                               |
|            | у средњовековној Мађарској                                                           |
|            | у средњовековној Мађарској                                                           |
|            | византијско име                                                                      |
|            | грчко име                                                                            |
|            | османско име, значи „Кућа рата”                                                      |
|            | турско име                                                                           |
|            | нацистичко име                                                                       |
|            | руски, украјински бугарски и македонски назив                                        |

## Географија

### Положај и пространство
Београд се налази на 116,75 метара надморске висине, на координатама 44°49'14" северно и 20°27'44" источно. Историјско језгро Београда (данашња Београдска тврђава) налази се на десној обали Саве.
У саставу Београда су Нови Београд и Земун који су на левој обали реке Саве, па тиме и у средњој Европи. Град лежи на ушћу Саве у Дунав.
Урбанизована површина града износи 359,92 квадратних километара. Београд се налази на раскрсници западне и источне европске културе.

### Рељеф
Језгро и највећи део града подигнути су на северном рту Шумадијске греде која се пружа од Рудника до Калемегданског рта, изнад ставе Саве и Дунава. Град лежи на додиру дна и обода Панонског басена, граници Балканског полуострва и средње Европе, у зони јужнопанонске дислокације. У Панонској низији налазе се Нови Београд и Земун док је перипанонски део Београда брежуљкаст. Нови Београд подигнут је у некада мочварној квартарној равни Саве, у подножју Бежанијске лесне косе.
На југу је планина Авала и крашки рељеф који припада мерокрасу (тип краса). Карактеристика рељефа су и фосилне и рецентне урвине. Поједини делови града угрожени су клизиштима.
Део Београда јужно од Саве и Дунава подигнут је на 7 брежуљака, теразијској, булбудерској и пиносавској флувиоденудационој површи, долинама и долинским странама, на развођима Топчидерске реке, Булбудерског и Мокролушког потока.
Велико ратно острво је ада на Дунаву, лоцирана у општини Земун. Налази се на ушћу Саве у Дунав. Због великог броја различитих птичијих врста острво је заштићено као природни резерват. На северу острва се налази плажа Лидо.

### Клима
Београд има умерену континенталну климу. Просечна годишња температура је 12,3 °C, док је најтоплији месец јул, са просечном температуром од 21,8 °C, а најхладнији јануар са просечном температуром од 0,6 °C. Београд у просеку има око 25 дана у години са температуром преко 30 °C. Од 1887. од када се врше редовна званична метеоролошка осматрања у Београду, највиша забележена температура ваздуха била је 24. јула 2007. године 43 °C, а најнижа 10. јануара 1893. године -26 °C. Просечна годишња количина падавина је око 680 милиметара. Годишње Београд има око 2.025 сунчаних сати, са јулом и августом као најсунчанијим, и децембром и јануаром као најмрачнијим данима, са тек 2—2,3 сунчана сата дневно.
| Клима Београд (1991–2020, екстреми 1936–данас)      | Клима Београд (1991–2020, екстреми 1936–данас) | Клима Београд (1991–2020, екстреми 1936–данас) | Клима Београд (1991–2020, екстреми 1936–данас) | Клима Београд (1991–2020, екстреми 1936–данас) | Клима Београд (1991–2020, екстреми 1936–данас) | Клима Београд (1991–2020, екстреми 1936–данас) | Клима Београд (1991–2020, екстреми 1936–данас) | Клима Београд (1991–2020, екстреми 1936–данас) | Клима Београд (1991–2020, екстреми 1936–данас) | Клима Београд (1991–2020, екстреми 1936–данас) | Клима Београд (1991–2020, екстреми 1936–данас) | Клима Београд (1991–2020, екстреми 1936–данас) | Клима Београд (1991–2020, екстреми 1936–данас) |
| Показатељ \ Месец                                   | .Јан.                                          | .Феб.                                          | .Мар.                                          | .Апр.                                          | .Мај.                                          | .Јун.                                          | .Јул.                                          | .Авг.                                          | .Сеп.                                          | .Окт.                                          | .Нов.                                          | .Дец.                                          | .Год.                                          |
| --------------------------------------------------- | ---------------------------------------------- | ---------------------------------------------- | ---------------------------------------------- | ---------------------------------------------- | ---------------------------------------------- | ---------------------------------------------- | ---------------------------------------------- | ---------------------------------------------- | ---------------------------------------------- | ---------------------------------------------- | ---------------------------------------------- | ---------------------------------------------- | ---------------------------------------------- |
| Апсолутни максимум, °C (°F)                         | 20,7 (69,3)                                    | 23,9 (75)                                      | 30,0 (86)                                      | 32,4 (90,3)                                    | 34,9 (94,8)                                    | 37,4 (99,3)                                    | 43,6 (110,5)                                   | 40,0 (104)                                     | 41,8 (107,2)                                   | 33,7 (92,7)                                    | 28,4 (83,1)                                    | 22,6 (72,7)                                    | 43,6 (110,5)                                   |
| Максимум, °C (°F)                                   | 5,2 (41,4)                                     | 7,8 (46)                                       | 13,1 (55,6)                                    | 18,9 (66)                                      | 23,6 (74,5)                                    | 27,1 (80,8)                                    | 29,3 (84,7)                                    | 29,7 (85,5)                                    | 24,3 (75,7)                                    | 18,7 (65,7)                                    | 12,2 (54)                                      | 6,1 (43)                                       | 18,0 (64,4)                                    |
| Просек, °C (°F)                                     | 1,9 (35,4)                                     | 3,8 (38,8)                                     | 8,3 (46,9)                                     | 13,6 (56,5)                                    | 18,2 (64,8)                                    | 21,9 (71,4)                                    | 23,8 (74,8)                                    | 23,8 (74,8)                                    | 18,5 (65,3)                                    | 13,3 (55,9)                                    | 8,1 (46,6)                                     | 3,0 (37,4)                                     | 13,0 (55,4)                                    |
| Минимум, °C (°F)                                    | −0,7 (30,7)                                    | 0,6 (33,1)                                     | 4,2 (39,6)                                     | 8,8 (47,8)                                     | 13,2 (55,8)                                    | 16,7 (62,1)                                    | 18,4 (65,1)                                    | 18,5 (65,3)                                    | 14,1 (57,4)                                    | 9,4 (48,9)                                     | 5,1 (41,2)                                     | 0,5 (32,9)                                     | 9,1 (48,4)                                     |
| Апсолутни минимум, °C (°F)                          | −24,5 (−12,1)                                  | −20,5 (−4,9)                                   | −12,4 (9,7)                                    | −3,4 (25,9)                                    | 0,4 (32,7)                                     | 4,6 (40,3)                                     | 8,3 (46,9)                                     | 6,7 (44,1)                                     | 0,6 (33,1)                                     | −6,9 (19,6)                                    | −8,3 (17,1)                                    | −15,8 (3,6)                                    | −24,5 (−12,1)                                  |
| Количина падавина, mm (in)                          | 47,9 (1,886)                                   | 43,5 (1,713)                                   | 48,7 (1,917)                                   | 51,5 (2,028)                                   | 72,3 (2,846)                                   | 95,6 (3,764)                                   | 66,5 (2,618)                                   | 55,1 (2,169)                                   | 58,6 (2,307)                                   | 54,8 (2,157)                                   | 49,6 (1,953)                                   | 54,8 (2,157)                                   | 698,9 (27,516)                                 |
| Дани са падавинама (≥ 0.1 mm)                       | 13,5                                           | 12,3                                           | 11,3                                           | 12,4                                           | 13,5                                           | 12,2                                           | 10,0                                           | 8,4                                            | 9,5                                            | 10,5                                           | 10,8                                           | 13,8                                           | 138,2                                          |
| Дани са снегом                                      | 9,7                                            | 7,3                                            | 4,2                                            | 0,7                                            | 0,0                                            | 0,0                                            | 0,0                                            | 0,0                                            | 0,0                                            | 0,1                                            | 3,0                                            | 7,8                                            | 32,8                                           |
| Релативна влажност, %                               | 77,9                                           | 71,4                                           | 62,7                                           | 59,9                                           | 61,9                                           | 62,5                                           | 59,8                                           | 59,5                                           | 65,8                                           | 71,4                                           | 75,1                                           | 79,5                                           | 67,3                                           |
| Сунчани сати — месечни просек                       | 70,7                                           | 96,2                                           | 146,7                                          | 186,7                                          | 224,7                                          | 253,9                                          | 278,8                                          | 262,6                                          | 192,6                                          | 155,0                                          | 92,1                                           | 60,3                                           | 2.020,3                                        |
| UV индекс                                           | 1                                              | 2                                              | 3                                              | 5                                              | 7                                              | 8                                              | 8                                              | 7                                              | 5                                              | 3                                              | 2                                              | 1                                              | 4,3                                            |
| Извор #1: Републички хидрометеоролошки завод Србије |                                                |                                                |                                                |                                                |                                                |                                                |                                                |                                                |                                                |                                                |                                                |                                                |                                                |
| Извор #2: ,Meteo Climat (рекордни максимум и минимум)           |                                                |                                                |                                                |                                                |                                                |                                                |                                                |                                                |                                                |                                                |                                                |                                                |                                                |

## Историја
У строгом центру Београда, испод данашње Палате Албанија, пронађени су током њене градње 1938. године скелети неандерталца који је погинуо у борби са мамутом чији је скелет нађен у близини, што говори о насељености простора данашњег Београда још у праисторијско доба. Касније се на простору Балкана, пре око 7.000 година, развила Винчанска култура, па се њени остаци могу пронаћи и у околини Београда код истоименог насеља, по коме је цела култура добила име. Насељен у трећем веку п. н. е. од Келта, тај простор убрзо прелази у руке Римљана и постаје насеобина Сингидунум. За владавине цара Диоклецијана, током прогона хришћана, у Сингидунуму се помињу први хришћански мученици. Једни од најстаријих по имену познатих хришћанских страдалника у овом граду су Ермил и Стратоник. Поделом римског царства остаје под контролом Византије.

### Средњи век
Сингидунум су освајали многи освајачи, попут Хуна, Сармата, Острогота и Авара — пре доласка Словена око 630. године нове ере. Први записи о словенском имену Београд датирају из 878. године (словенски облик Бјелград), за време владавине Првог бугарског царства, упућујући на утисак тврђаве сачињене од белог камена посматране са стране реке и панонске равнице. Град је остао предмет размирица између Византије, Мађарске и Бугарске наредна четири века.
Град коначно прелази под власт Срба као део Срема 1284. године. Први српски краљ који је владао Београдом био је Стефан Драгутин (1276—1282), владар Краљевине доњег Срема (Мачве), ког је добио на поклон од свог таста, мађарског краља Ладислава IV. Након великих губитака у Косовском боју 1389. године, Српско царство почиње да се распада и његови јужни делови великом брзином прелазе у руке Турака Османлија. Ипак, север је дуго одолевао. Српски деспот Стефан Лазаревић добио је Београд од угарског и римског краља Жигмунда Луксембуршког након што је постао његов вазал. Године 1405. Стефан Лазаревић је прогласио Београд својом престоницом. У наредном периоду Београд је доживео велики успон. Поновно су утврђене старе зидине града заједно са замковима, а цркве и тврђаве су обновљене, што је помогло да град одолева навалама Турака чак 70 година.
У ово време Београд је постао уточиште многим балканским народима који су бежали од власти Османлија. Верује се да је број становника тада достизао и 40.000—50.000. Током владавине Ђурђа Бранковића већи део деспотства доспева под турску власт, међутим, Београд долази под заштиту мађарских краљева. Турци су желели да покоре Београд јер им је представљао препреку у даљем напредовању ка средњој Европи. Напали су 1456. када се одиграла чувена Опсада Београда, где је хришћанска војска под вођством Сибињанин Јанка успешно одбранила град од турског напада.
Београд се цитира и у најстаријој сачуваној песми из 1476. године која пева о армади краља Матије, мађарским данима Опсаде, Мехмеду II Освајачу, Ђерзелез Алији и Павлу Стремљанину.

### Османско царство
Војска под вођством Сулејмана Величанственог 28. августа 1521. је освојила Београд од Мађара, што је означило пад града под Османско царство. Турци Османлије након тога насељавају срушен и спаљен град, постепено га претварајући у китњасти оријентални град, чија је панорама са многобројним мунарама издалека одушевљавала многе европске путнике тог доба. Око 1571. године у Београду је било 27 насеља — (махала). Град је 1594. захватила велика српска побуна (Банатска побуна) коју су Турци успели да угуше. Спаљене су многе цркве, реликвије и мошти Светог Саве на Врачару, због чега је ово место касније одабрано за градњу Храма Светог Саве.
Следећих деценија град је био миран, а био је и важно седиште округа (Смедеревског санџака, познатог и као Београдски пашалук), повезано са Истанбулом Цариградским друмом. Привукао је многе трговце и становнике — Турке, Јермене, Грке, Роме и остале. Према османлијском путописцу Евлији Челебији, који је боравио у Београду 1660. године, Београд је тада имао око 98.000 становника, од којих су 77.000 били Муслимани. Постао је више од обичног града, са исламском архитектуром, јавним купатилима и многим новим џамијама. Београд је већ концем 16. века по својој лепоти и величини умногоме надмашивао Будим, Софију, Сарајево, Скопље и многе друге градове европског дела Османског царства. Према Евлији Челебији, 1660. године у граду је било чак седамнаест дервишких текија у којима су се изучавала дела великих суфијских мислилаца. Највећом и најлепшом џамијом Београда сматрана је Батал џамија, коју су путописци упоређивали са Аја Софијом. Данас је једина преостала Бајракли џамија на Дорћолу.
Београд је три пута од Турака освајала Аустрија (1688—1690, 1717—1739, 1789—1791), а Османлије су га поново заузимале, уз велика разарања. Београд постаје „Дар-ул-џихад” — Тврђава Џихада, како су га Османлије тада називале. Током овог периода, град су захватиле две велике сеобе Срба, у којима су се стотине хиљада Срба, предвођених патријарсима, повлачиле заједно са Аустријанцима у Хабзбуршко царство 1690. и 1737—39, где су се населили у данашњој Војводини и Славонији.
Након турског пораза под Бечом, септембра 1688. године Аустријанци су заузели Београд. Османлије су успеле накратко да поврате Београд 1690—1717. Војска Аустријског царства под заповедништвом надвојводе Еугена Савојског по други пут је освојила Београд 1717. После победе над аустријском војском 1739. године код Гроцке, Османлије су поново загосподариле Београдом, и њиме владале наредних 50 година (1739—1789).
У Првом српском устанку устаници су ослободили Београд 1806. године. Устаници су држали град од 8. јануара 1806. до 1813, када су га поново заузеле Османлије.

### Краљевине Србија и Југославија
Од 1817. Београд је био престоница Кнежевине Србије (сем у периоду од 1818—1841, када је Крагујевац био главни град). Престоницу из Крагујевца у Београд је преместио кнез Михаило Обреновић. Кад је Србија стекла потпуну независност 1878. и постала Краљевина Србија, Београд је опет постао кључни град на Балкану који се веома брзо развијао. Међутим, упркос изградњи железничке пруге до Ниша, укупни услови у Србији били су као и у осталим претежно пољопривредним земљама, а Београд је 1900. имао само 69.100 становника. Убрзо, 1905. број становника се повећава на преко 80.000, а на почетку Првог светског рата 1914. и до 100.000, не рачунајући Земун који је тада припадао Аустроугарској.
Након Првог светског рата, окупације аустроугарских и немачких трупа и рушења значајних делова града, Београд је доживео брз развој и значајну модернизацију као престоница нове Краљевине Југославије. Мало је позната чињеница да је Београд тада имао први будистички храм у Европи. Током двадесетих и тридесетих година 20. века, број становника се попео на 239.000 до 1931. заједно са западним предграђем Земуном, које је раније било у Аустроугарској. До 1940. број становника је био око 320.000. Прираштај становништва између 1921. и 1948. је износио приближно 4,08% годишње.

### Други светски рат
Југославија је 25. марта 1941. потписала Тројни пакт и придружила се силама Осовине. Због овога је 27. марта уследио масовни протест у Београду и државни удар. Град је 6. и 7. априла тешко бомбардовао Луфтвафе и усмртио 2.274 људи. У бомбардовању је запаљена и изгорела Народна библиотека Србије, где су настрадале хиљаде књига и средњовековних рукописа. Југославију су напале немачке, италијанске, мађарске и бугарске снаге, уз помоћ Албанаца и Хрвата. Након капитулације Краљевине Југославије, сремска предграђа Београда (Земун) су ушла у састав Независне Државе Хрватске, нацистичке марионетске државе. У Београду и централној Србији нацисти су подржали формирање владе Милана Недића.
Београдски Срби, Јевреји, Роми, комунисти и други антифашисти одведени су у логоре Сајмиште и Бањица, кроз које је у току рата прошло око 125.000 логораша. Јеврејска заједница је од 1643. године живела у четврти Дорћол поред Дунава. Пре рата ту их је било 10.400. Окупацију је преживело свега око 10% њих. На Сајмишту је страдало око 40.000 Срба и 7.000—8.000 Јевреја. На Бањици је убијено око 4.200 људи. Ликвидације су вршили немачки окупатори, док су логораше углавном хапсили српски квислинзи, који су чинили и администрацију Бањичког логора.
Град су бомбардовали и савезници 16. и 17. априла 1944. године. Тада је погинуло 1.600 људи.
Борбе за ослобођење града су почеле 13. и 14. октобра, а град је коначно ослобођен 20. октобра 1944. Ослободили су га заједничким снагама партизани и Црвена армија. Губици партизана су били око 1.000 бораца, а Црвене армије око 2.000. У току целог рата Београд је изгубио око 50.000 људи и претрпео тешка разарања.

### СФР Југославија
У послератном периоду Београд се развијао као главни град нове Југославије и убрзо израстао у велики индустријски центар.
Године 1951, је почела изградња Новог Београда са друге стране реке Саве, где су се до тада налазиле само мочваре и трска. Град су, бар у почетку, градиле добровољне омладинске радне бригаде.
Године 1961, поводом мучког убиства Патриса Лумумбе (јануар 1961), у Београду су одржане жестоке демонстрације, са више повређених. Том приликом је извршен и упад у белгијску амбасаду.
Прва конференција несврстаних одржана је у Београду 1961. године.
Београд је био и поприште великих студентских демонстрација 1968.
Марта 1972. Београд је био центар последње епидемије великих богиња у Европи. Епидемија, која је укључивала присилне карантине и масовне вакцинације, окончана је крајем маја.
У мају 1980. умро је и доживотни председник СФРЈ, Јосип Броз Тито. Поред готово свих водећих светских државника, сахрани је присуствовало и око 700.000 грађана.

### Распад Југославије и скорашња историја
У време прерастања политичке кризе у СФРЈ у грађански рат, 9. марта 1991. у Београду су одржане велике демонстрације, предвођене Вуком Драшковићем, СПО-ом и ДС-ом, против председника Србије Слободана Милошевића и владајуће СПС. Том приликом су погинуле две особе, седамнаестогодишњи средњошколац Бранивоје Милиновић и полицајац Недељко Косовић, 203 људи је повређено, а 108 ухапшено. Према разним медијским изворима, на улицама тог дана је било између 100.000 и 150.000 људи. Према одобрењу Председништва СФРЈ, увече на улице су изведени тенкови ЈНА у циљу успостављања мира.
Када се распадала СФРЈ преостали чланови Савезног већа Скупштине СФРЈ (из Србије и Црне Горе) у Београду 27. априла 1992. прогласили су Устав Савезне Републике Југославије (СРЈ), то јест њено стварање. Београд је био и прво седиште команде УНПРОФОР-а од марта 1992. до августа 1992. године, али због санкција Савета безбедности УН за Савезну Републику Југославију команда УНПРОФОР-а напустила је њен главни град Београд у августу 1992. године. Као део кажњавања СРЈ, из Београда су отишли и амбасадори чланица ЕУ.
Након непризнавања резултата локалних избора 1996, опозиција је у Београду организовала свакодневне грађанске и студентске протесте против Милошевићеве владавине у периоду између новембра 1996. и фебруара 1997. После попуштања режима и признавања резултата избора у другој половини фебруара 1997. Зоран Ђинђић постаје градоначелник Београда, а на том месту је остао до краја септембра 1997. године.
У време грађанског рата на Косову, дошло је до НАТО бомбардовања Београда и СРЈ од 24. марта до 10. јуна 1999. године, које је проузроковало значајну штету градској инфраструктури. Међу погођеним објектима биле су и зграде неколико министарстава, зграда РТС у којој је погинуло 16 запослених, неколико болница, хотел „Југославија”, некадашња зграда Централног комитета, телевизијски торањ на Авали, резиденција председника СРЈ Слободана Милошевића на Дедињу, али и амбасада Народне Републике Кине на Новом Београду.
У време напада НАТО-а на СРЈ, њен главни град Београд су посетили председник Руске Федерације Јевгениј Максимович Примаков 31. марта 1999. године и патријарх московски и све Русије Алексеј II 20. априла 1999.
Покушај Слободана Милошевића да одбаци пораз на изборима 24. септембра 2000. године, довео је до масовних демонстрација у Београду са 800.000 по полицијским проценама, а по другим изворима и до 1.000.000 учесника, које су довеле до коначног пада Милошевића са власти. У нереду је опљачкана и запаљена и зграда Скупштине СРЈ.
Председник Русије Владимир Владимирович Путин посетио је Београд први пут 16. и 17. јуна 2001.
Око 12:25, 12.3.2003. на улазу у зграду Владе Србије у Београду, зрнима из снајперске пушке убијен је председник владе Зоран Ђинђић, а убиство су организовали припадници Земунског клана и дела специјалне полиције Србије који је сарађивао са њима.
У септембру 2011. године у Београд је дошло око 100 делегација држава које чине Покрет несврстаних да обележе педесет година од Прве конференције несврстаних земаља.

## Демографија
Према попису из 2022. било је 1.197.714 становника, док у урбаном подручју (са суседним градским насељима као што су Борча, Овча, Сурчин и др) живи 1.383.875 становника, а на административном подручју града Београда има 1.681.405 становника. Међутим, градско подручје Београда није дефинисано, ни статистички ни административно, и простире се на суседне општине попут Панчева, Опова, Пећинаца или Старе Пазове.
Београд је дом многих етничких група из целе бивше Југославије и ширег региона Балкана. Главна етничка група која чини преко 86% становништва града Београда су Срби (1.449.241). Неке значајне мањине су Роми (23.160), Југословени (10.499), Горанци (5.249), Црногорци (5.134), Руси (4.659), Хрвати (4.554), Македонци (4.293) и етнички Муслимани (2.718). Многи људи су у град дошли као економски мигранти из мањих градова и са села, док је десетине хиљада стигло као избеглице из Хрватске, Босне и Херцеговине и са подручја Косова и Метохије, као последица ратова у бившој Југославији 1990-их. У последњем таласу имиграције након инвазије Русије на Украјину десетине хиљада Руса и Украјинаца пријавили су своје пребивалиште у Србији, од којих већина у Београду.
Процењује се да у Београду живи између 10.000 и 20.000 Кинеза, а од њиховог доласка средином 1990-их, Блок 70 на Новом Београду је колоквијално познат као Кинеска четврт. Многи становници Блиског истока, углавном из Сирије, Ирана, Јордана и Ирака, дошли су 1970-их и 1980-их да наставе своје студије и потом остали у граду. Током 19. и почетком 20. века у Београду су постојале и мале заједнице Цинцара, Чеха, Грка, Немаца, Мађара, Јевреја, Турака, Јермена и руских белих емиграната. Данас постоје два приградска насеља са значајним мањинским становништвом: Овча и насеље Бољевци, у којима око једне четвртине становништва чине Румуни, односно Словаци. Последњих година убрзава се усељавање у Београд и људи из других држава. Године 2023. више од 30.000 страних радника добило је радну и боравишну дозволу само у Београду.
| Национални састав према попису из 2011.‍ | Национални састав према попису из 2011.‍ | Национални састав према попису из 2011.‍ | Национални састав према попису из 2011.‍ | Национални састав према попису из 2011.‍ |
| --------------------------------------- | --------------------------------------- | --------------------------------------- | --------------------------------------- | --------------------------------------- |
|                                         |                                         |                                         |                                         |                                         |
| Срби                                    | Срби                                    |                                         | 1.050.213                               | 90%                                     |
| Роми                                    | Роми                                    |                                         | 16.846                                  | 1,4%                                    |
| Црногорци                               | Црногорци                               |                                         | 8.454                                   | 0,7%                                    |
| Југословени                             | Југословени                             |                                         | 7.312                                   | 0,6%                                    |
| Хрвати                                  | Хрвати                                  |                                         | 6.619                                   | 0,6%                                    |
| Македонци                               | Македонци                               |                                         | 5.545                                   | 0,5%                                    |
| Горанци                                 | Горанци                                 |                                         | 3.394                                   | 0,3%                                    |
| Муслимани                               | Муслимани                               |                                         | 3.084                                   | 0,3%                                    |
| неизјашњени                             | неизјашњени                             |                                         | 32.346                                  | 2,8%                                    |
| Укупно: 1.166.763                       |                                         |                                         |                                         |                                         |

Иако у Београду постоји неколико историјских верских заједница, верски састав града је релативно хомоген. Српска православна заједница је далеко највећа, са 1.475.168 верника. Муслимана има 31.914, католика 13.720 и протестаната 3.128.
Некада је у Београду постојала значајна јеврејска заједница, али након нацистичке окупације у Другом светском рату и накнадне јеврејске емиграције, њихов број је пао са преко 10.000 на само 295. Београд је такође имао једну од највећих будистичких колонија у Европи изван Русије када се око 400 углавном будистичких Калмика населило на периферији Београда након руског грађанског рата. Први будистички храм у Европи саграђен је у Београду 1929. Већина њих се одселила после Другог светског рата, а њихов храм, Калмички дом, на крају је срушен.

## Локална самоуправа
Београд има статус посебне територијалне јединице у Републици Србији, са својим посебним органима локалне самоуправе.

### Скупштина града
Скупштина града Београда је представнички орган који врши основне функције локалне власти утврђене законом и Статутом града. Скупштина има 110 одборника који се бирају на локалним изборима, на четири године. Скупштина града састаје се по потреби, а најмање једном у три месеца.

### Градоначелник
Градоначелник Београда представља и заступа Град и обавља извршну функцију у Граду Београду.
Градоначелник се бира истовремено кад и одборници за Скупштину града непосредним тајним гласањем на четири године. Градоначелник не може бити одборник Скупштине града, нити обављати другу јавну функцију.
Градоначелник Београда, изабран 2022. године је Александар Шапић.

### Градско веће
Градско веће је орган Града Београда који усклађује остваривање функција Градоначелника и Скупштине града и врши контролно-надзорну функцију над радом Градске управе.
Градско веће чине Градоначелник, заменик градоначелника и 9 чланова. Чланове Градског већа бира Скупштина града, на предлог Градоначелника, на четири године.

### Градска управа
Градска управа обавља управне послове у оквиру права и дужности Града Београда и одређене стручне послове за потребе Скупштине града, Градоначелника и Градског већа.
Начелник Градске управе, кога поставља Скупштина града на предлог Градоначелника, руководи радом Градске управе. Начелник Градске управе може имати заменика који се поставља и разрешава на исти начин као начелник.

### Градске општине
Градска општина је део територије Града Београда у којој се врше одређени послови локалне самоуправе утврђени Статутом града. Грађани учествују у вршењу послова градске општине преко изабраних одборника у скупштини градске општине, путем грађанске иницијативе, збора грађана и референдума, у складу са Уставом, законом, Статутом града и актима градске општине.
Већина општина се налазе јужно од Дунава и Саве, у Шумадијском региону. Три општине (Земун, Нови Београд и Сурчин) се налазе са северне стране Саве, у Срему, док се општина Палилула налази на обе стране Дунава, у Шумадији и Банату.
- Списак београдских општина:

| Име                                   | Површина () | Становништво (1991) | Становништво (2002) | Становништво (2011) | Становништво (2022) |
| ------------------------------------- | ----------- | ------------------- | ------------------- | ------------------- | ------------------- |
| Барајево                              | 213         | 20.846              | 24.641              | 27.036              | 26.431              |
| Вождовац                              | 148         | 156.373             | 160.768             | 157.152             | 174.864             |
| Врачар                                | 3           | 67.438              | 58.386              | 55.463              | 55.406              |
| Гроцка                                | 289         | 65.735              | 75.466              | 83.398              | 82.810              |
| Звездара                              | 32          | 135.694             | 132.621             | 148.014             | 172.625             |
| Земун                                 | 150         | 141.695             | 152.950             | 166.292             | 177.908             |
| Лазаревац                             | 384         | 57.848              | 58.511              | 58.224              | 55.146              |
| Младеновац                            | 339         | 54.517              | 52.490              | 53.050              | 48.683              |
| Нови Београд                          | 41          | 218.633             | 217.773             | 212.104             | 209.763             |
| Обреновац                             | 411         | 67.654              | 70.975              | 71.419              | 68.882              |
| Палилула                              | 451         | 150.208             | 155.902             | 170.593             | 182.624             |
| Раковица                              | 31          | 96.300              | 99.000              | 108.413             | 104.456             |
| Савски венац                          | 14          | 45.961              | 42.505              | 38.660              | 36.699              |
| Сопот                                 | 271         | 19.977              | 20.390              | 20.199              | 19.126              |
| Стари град                            | 5           | 68.552              | 55.543              | 48.061              | 44.737              |
| Сурчин                                | 288         | 34.463              | 38.695              | 42.012              | 45.452              |
| Чукарица                              | 156         | 150.257             | 168.508             | 179.031             | 175.793             |
| УКУПНО                                | 3.227       | 1.552.151           | 1.576.124           | 1.639.121           | 1.681.405           |
| Извор: Републички завод за статистику |             |                     |                     |                     |                     |

Подручје насеља Београд, ужег и урбанизованог дела укупне површине 360 km², обухвата следеће градске општине: цео Врачар, Звездару, Савски венац, Стари град, Раковицу и Нови Београд и делове Вождовца, Земуна, Палилуле и Чукарице.

## Знаменитости
Међу страним и домаћим туристима најпознатије знаменитости Београда су:
- Авала (излетиште),
  - Авалски торањ
- Калемегдан
  - Београдска тврђава
  - Стамбол капија
  - Победник (споменик)
- Стари двор
- Храм Светог Саве
- Спомен црква у Лазаревцу
- Београђанка
- Центар Сава
- Кућа цвећа (маузолеј) Јосипа Броза Тита
- Винча — Бело брдо
- Скадарлија

## Привреда
Београд је економски најразвијенији део Србије. Више од 30% БДП у Србији долази из Београда, који даје више од 30% радне снаге у Србији. Током деведесетих година 20. века, град је био под санкцијама Уједињених нација, као и цела тадашња СР Југославија. Хиперинфлација југословенског динара је такође десетковала привреду града.
Привреда града се опоравља, расте брзо од 2000. године, након пада режима Слободана Милошевића и укидања санкција УН. Седиште Народне банке Србије је у Београду. Главне компаније у Београду, између осталих су: Ер Србија, Телеком Србија, Теленор Србија, Делта Холдинг, и многе друге.
Са 6.924 компаније, Београд је, уз велики раст и један од главних IT центара у овом делу Европе. Један од Мајкрософтових развојних центара се налази у Београду, а у време оснивања је био пети центар те врсте на свету. Многе светске компаније бирају Београд као регионални или европски центар, као што су Asus, Intel, Dell, NCR Corporation, , , , Intel Computers, Hewlett-Packard, Huawei, Microsoft.
Град има прворазредни саобраћајни значај, као железничко и друмско чвориште (паневропски коридор 10). Као град на ушћу двеју река, Београд је и важно међународно речно пристаниште (паневропски коридор 7), а ту је и међународни аеродром „Никола Тесла”. Београд је такође значајан телекомуникациони центар за фиксну и мобилну телефонију и интернет. У њему су развијени значајни привредни и пољопривредни капацитети, посебно металска, металопрерађивачка и електронска индустрија, затим трговина и банкарство. На ширем подручју Београда, Смедерева и Панчева, на обалама Дунава, лоцирана је слободна трговинска зона на површини од 2.000 m².
Септембра 2006. просечан доходак у Београду је износио 40.891 динар, што је највиши просечни доходак у Србији. Просечна нето плата износила је 27.998 динара.

## Култура
Београд је домаћин многим културним манифестацијама, укључујући ФЕСТ (Међународни филмски фестивал), БИТЕФ (Београдски интернационални театарски фестивал), БЕЛЕФ (Београдски летњи фестивал), БЕМУС (Београдске музичке свечаности), Београдски сајам књига, и Београдски фестивал пива. Добитник Нобелове награде Иво Андрић је написао своја најпознатија дела: „На Дрини ћуприја” и „Проклета авлија” у Призренској улици у Београду. Остали истакнути српски књижевници који су живели и радили у Београду су: Бранислав Нушић, Милош Црњански, Борислав Пекић, Милорад Павић, Меша Селимовић и многи други.
Већина српске филмске индустрије се налази у Београду, а један од најпознатијих филмова снимљених овде је и филм Емира Кустурице из 1995, добитник Златне палме на Канском фестивалу — Подземље. Град је био један од главних центара југословенског „новог таласа”: ВИС Идоли, Екатарина Велика и Шарло Акробата музички бендови који су сви из Београда. Остали познати београдски рок уметници: Рибља чорба, Бајага и инструктори и остали. Током деведесетих, град је био главни центар (у бившој Југославији) музичког жанра турбофолк. Данас је центар српске хип хоп сцене, са извођачима као што су Београдски Синдикат, Шкабо, Марчело и многи други. Београд такође има много позоришта, а најпознатији међу њима су Београдско народно позориште, Југословенско драмско позориште, Звездара театар, и Атеље 212. У Београду се налази и Српска академија наука и уметности, Народна библиотека Србије и Историјски архив Београда.
На територији града Београда постоји преко 1650 скулптура и споменика.

### Музеји
Најпознатији музеј у Београду је Народни музеј, основан 1844. године. Садржи колекције више од 400.000 изложбених материјала, укључујући многа страна ремек-дела. Познато Мирослављево јеванђеље се налази у овом музеју. Војни музеј је нарочито популаран за стране туристе, највише због делова „невидљивог” (стелт) авиона  ког је југословенска противваздушна одбрана оборила у току НАТО бомбардовања 1999. У музеју се такође налази још преко 25.000 осталих изложбених предмета од којих неки датирају из римског периода. Сличан музеј је Музеј југословенског ваздухопловства који има више од 200 авиона, од којих су 50 стална поставка. Неколико авиона у Музеју су једини „преживели” примерци тог типа, као нпр. Фијат G.50. Музеј излаже и неке делове оборених америчких и НАТО авиона.
Етнографски музеј, основан 1901, садржи више од 150.000 предмета руралне и урбане културе Балкана, тачније држава бивше Југославије. Музеј савремене уметности садржи колекцију са око 8.540 примерака уметничких дела из Југославије од 1900. године
Музеј Николе Тесле, основан 1952. године, чува личне ствари Николе Тесле, научника по коме је јединица Тесла добила име. Музеј чува око 160.000 оригиналних докумената и око 5.700 осталих предмета. Још један од већих београдских музеја је Музеј Вука и Доситеја, који садржи експонате који говоре о животу, делу и завештању Вука Стефановића Караџића и Доситеја Обрадовића, реформатора српског књижевног језика из 19. века који су такође уједно и били први министри српског образовања. У Београду такође постоји и Музеј афричке уметности, основан у време социјалистичке солидарности са неразвијеним нацијама Трећег света.

### Образовање
Београд има три државна универзитета и више приватних институција за више и високо образовање. Београдски универзитет води порекло од Велике школе, основане 1808. Први српски универзитет формално је основан 27. фебруара 1905. Више од 70.000 студената студира на Београдском универзитету на укупно 31 факултету. Поред факултета, универзитет је сачињен и од Универзитетске библиотеке „Светозар Марковић”, научно истраживачких института и центара, од којих су најпознатији Институт за нуклеарне науке Винча, Електротехнички институт Никола Тесла, Институт Михајло Пупин...
Дана 21. маја 1973. године, уметничке академије прерасле су у факултете уметности, а Уметничка академија постала је Универзитет уметности, други самостални београдски универзитет. Од 2011. године постоји и Универзитет одбране, који у свом саставу има два факултета, војну и војномедицинску академију.
Научно-истраживачке институције Војске Србије које се налазе у Београду су Војногеографски институт, Ваздухопловномедицински институт и Војнотехнички институт Београд (некада Ваздухопловнотехнички институт).
У Београду постоји 195 основних и 85 средњих школа. Од основних, постоји 162 редовних, 14 специјалних, 15 уметничких и четири школе за основно образовање одраслих. Средњошколски систем обухвата 51 стручну, 21 гимназију, 8 уметничких и пет специјалних школа. 230.000 уписаних ученика учи 22.000 запослених у преко 500 објеката, који покривају око 1.100.000 m².

### Ноћни живот
Београд има репутацију престонице која нуди свакодневни, живописан ноћни живот, са мноштвом клубова отворених до свитања широм града. Најпрепознатљивији су клубови смештени на сплавовима дуж обала Саве и Дунава.
Викенд-посетиоци, посебно они из Македоније, Босне и Херцеговине, Хрватске и Словеније, сматрају Београд већом метрополом од својих престоница због пријатељске атмосфере, сјајних клубова и барова, пића, непостојања језичке баријере, као и либералне регулативе везане за ноћни живот.
Позната места за љубитеље алтернативне музике, односно културе која не потпада под мејнстрим, били су афирмисани клубови као што су Академија (Клуб студената на ФЛУ), смештена у подруму Факултета ликовних уметности и КСТ (Клуб студената технике), смештен у подруму зграде Техничких факултета. Једно од најпознатијих места за алтернативне културне догађаје у граду је СКЦ (Студентски културни центар), који се налази преко пута Београђанке, једне од најзнаменитијих грађевина Београда. Концерти бројних домаћих и познатих страних група се често одржавају у СКЦ-у, као и уметничке изложбе и јавне дебате и дискусије.
Они који су наклоњени традиционалнијем српском ноћном животу, а љубитељи су староградске музике, типичне за северне крајеве Србије, могу да се одлуче за вече у Скадарлији, старој боемској четврти града где су се окупљали песници и уметници крајем 19. и почетком 20. века. У Скадарској улици и околини налазе се неки од најстаријих београдских ресторана. На једном крају четврти налази се некадашња најстарија београдска пивара, основана у првој половини 19. века.

### Спорт
У Београду постоји око хиљаду спортских објеката, од којих многи својим капацитетом задовољавају потребе великих и готово свих врста спортских догађаја. Београд је био домаћин многим битним спортским догађајима у прошлости, као што су СП у воденим спортовима 1973, ЕП у фудбалу 1976, ЕП у кошарци 2005, ЕП у одбојци 2005, ЕП у ватерполу 2006. и 2016, Европски олимпијски фестивал младих 2007, Летња универзијада 2009, ЕП у одбојци за жене 2011, ЕП у рукомету 2012, ЕП у рукомету за жене 2012, СП у рукомету за жене 2013, ЕП у футсалу 2016, ЕП у атлетици у дворани 2017 и ЕП у кошарци за жене 2019.
Београд се два пута неуспешно кандидовао за Летње олимпијске игре и то за Олимпијаду 1992., када је испао у трећем кругу гласања Међународног олимпијског комитета (тада су се игре одржале у Барселони), и Летње олимпијске игре 1996., када је град домаћин била Атланта.
Београд је дом два највећа и најуспешнија спортска друштва у Србији, Црвене звезде и Партизана. Два највећа фудбалска стадиона у Београду су Стадион Рајко Митић (стадион „Црвене звезде”) и Стадион Партизана (стадион „ЈНА”). Београдска арена се користи за кошаркашке и одбојкашке утакмице, заједно са Халом Пионир, док се Спортски центар „Ташмајдан” користи за ватерполо утакмице.
Ада Циганлија је бивше острво на реци Сави и највећи београдски спортско-рекреативни комплекс. Након његовог повезивања с обалом, направљено је вештачко језеро. Једна је од најпознатијих дестинација за Београђане током врелог лета. Ада Циганлија има 7 km дугу плажу и објекте за разне спортове укључујући голф, рагби, фудбал, кошарку, одбојку, бејзбол и тенис. Екстремни спортови су такође доступни, као што су банџи џампинг, скијање на води и пејнтбол. На острву се налазе и стазе за вожњу бицикла, шетњу и џогирање.

### Туризам
Од 2000. године, упоредо са обнављањем дипломатских односа Србије са западном Европом и Америком, у Београду се примећује повратак страних туриста одсутних још од ратова из деведесетих година.
Историјски делови и зграде Београда су највеће градске туристичке атракције. Оне укључују Скадарлију, Народни музеј, Народно позориште, Земун, Трг Николе Пашића, Милошев конак, Конак кнегиње Љубице, Теразије, Студентски трг, Калемегдан, Кнез Михаилову улицу, Дом Народне скупштине, Храм Светог Саве и Стари двор. Поред овога, постоје многи паркови, споменици, музеји, кафићи, ресторани и продавнице и то са обе стране реке Саве. Маузолеј Јосипа Броза Тита, назван Кућа цвећа, паркови, Ада Циганлија, Топчидер и Кошутњак који се налазе у близини су такође популарни, посебно посетиоцима из бивше Југославије.
У последње време број младих посетилаца се веома увећао, нарочито оних из Хрватске, Словеније и Босне и Херцеговине који уживају у ноћном животу града.

### Медији
Београд је најзначајнији медијски центар у Србији. У Београду је седиште Радио телевизије Србије — РТС, јавног медијског сервиса, који има два ТВ програма, пет радио програма и музичку издавачку кућу ПГП РТС.
Од комерцијалних медијских организација популарне су РТВ Пинк, као и Б92 која има своју телевизијску и радио станицу, издавачку делатност и један од најпосећенијих Интернет сајтова у Србији. Остале телевизијске станице у Београду су Прва српска телевизија, Happy TV, Студио Б, а постоје и многи специјализовани канали као што су СОС (спорт), Метрополис (музика), Арт ТВ (уметност), Синеманија (филмови) и ТВ Ултра (дечји програми).
Најпознатије радио-станице у Београду су: Радио Београд, Радио Београд 202, Радио Новости, Радио Носталгија, Радио Топ ФМ, Радио С и Радио Студио Б.
Дневне новине са седиштем у Београду су: Политика, Вечерње новости, Блиц, Данас, Спорт, Спортски журнал, Вести, Информер, Грађански лист, Ало, Курир. Бесплатне дневне новине 24 сата су основане у јесен 2006. године.
Најзначајнији недељни листови су: НИН, Време, Стандард и Европа.
Такође, у Београду ради и неколико новинских агенција: Танјуг, ФоНет, Бета и Тикер.

### Архитектура
У различитим деловима града архитектура варира од типично централноевропског стила (Земун), преко извесног броја зграда у турском стилу лоцираних у старим деловима града, до бруталистичке и социјалистичке архитектуре Новог Београда. Архитектура 19. века је доста утицала на архитектонске трендове у Србији, укључујући и Београд. Нарочито је видљив утицај аустроугарске архитектуре 19. века. Под социјализмом, већина стамбених објеката је грађена брзо и јефтино, што је довело до бруталистичке архитектуре блокова Новог Београда подигнутих у првим деценијама након Другог светског рата.

## Саобраћај

### Организација и инфраструктура
У целини гледано, саобраћај у Београду је конфузан. Београд има само један ауто-пут у правцу исток-запад (који преко моста Газела повезује Нови Београд са старим делом града), док нема ни једну брзу саобраћајницу у правцу север-југ. Постојећи мостови су недовољни и са малом пропусном моћи (посебно стари мост на Сави).
Пошто се град налази на ушћу две главне реке, Дунава и Саве, Београд има неколико мостова — два главна су Бранков мост и Газела и оба повезују центар града са Новим Београдом. Првог дана 2012. године за саобраћај је отворен Мост на Ади, који је први мост саграђен у Београду у последњих 30 година. Најдужи мост је Панчевачки мост, који повезује Београд са Банатом. Током 2011. започета је изградња још једног моста преко Дунава. 1. децембра 2014. године пуштен је у рад новоизграђени мост Земун—Борча. Име моста је Михајло Пупин. Ово је први мост изграђен на реци Дунав у Београду после више од 40 година. У децембру 2020. отворена је прва дијагонална раскрсница у граду са 6 пешачких прелаза у истом нивоу.

### Друмски превоз
Београдски јавни превоз је заснован на аутобуском (141 линија), трамвајском (11 линија) и тролејбуском (7 линија) саобраћају.
Градски аутобуски, трамвајски и тролејбуски саобраћај обавља Градско саобраћајно предузеће. На појединим линијама саобраћају и приватни превозници. Београдска приградска насеља повезује аутопревозник „Ласта”.
Од 1. јануара 2025. одлуком градоначелника Београда Александра Шапића, сав градски превоз је бесплатан.

### Железница и планови за метро
Београд поседује градску железницу БГ воз, која са десетак електромоторних гарнитура РВР 412 саобраћа на две линије: Батајница — Овча и Београд центар—Ресник. До средине 2010-их, у употреби је био и систем приградске железнице, Беовоз, али је он постепено укинут. Београдски метро, који се планира још од 1950, предвиђао је у првој фази две линије и у перспективи мрежу од девет линија градског и регионалног метроа, али није се никада почело са изградњом.

### Међуградске везе
Тренутно, железничка пруга и даље пролази поред Саве, а многобројни индустријски колосеци заузимају вредно грађевинско земљиште. Градска Главна железничка страница повезује Београд са бројним европским престоницама, као и са много других градова у Србији, а у изградњи је станица Београд центар, која ће у будућности преузети улогу главног чворишта.
Магистралним и ауто-путевима Београд је повезан са Новим Садом и мађарском границом код Суботице на северу, Нишом на југу (и даље ка Бугарској на југоистоку), као и хрватском границом (и даље Загребом) на западу.

### Ваздушни саобраћај
Београдски аеродром „Никола Тесла”, међународног карактера, налази се у близини Сурчина на 18 km од Београда. На аеродрому се налази 18 канцеларија страних авио-компанија и неколико рентакар компанија. Број путника од 2000. до 2004. достигао је број од 2 милиона. Нажалост, аеродром није повезан лаким железничким саобраћајем са центром града и на аеродрому не постоји ни један хотел. Између центра града и аеродрома саобраћа аутобус сваких пола сата. На аеродрому постоји линијски такси саобраћај по фиксној цени до одређених зона града и ширег подручја, али још увек није решено питање "дивљих" таксиста. Аеродром 13. мај налази се на левој страни ауто-пута Београд — Нови Сад, гледано из смера Београда, паралелно са пругом, у насељу Земун Поље.

### Водени саобраћај
Лука Београд се налази на Дунаву и намењена је првенствено промету роба, док је пристаниште на Сави намењено туристичким бродовима.

## Награде
Град Београд је примио разне домаће и међународне ордене и признања, укључујући Медаљу части, Ратни крст, Карађорђеву звезду са мачевима, и Орден народног хероја Југославије.
Тринаестог марта 2006. часопис „Фајненшел тајмс” из Лондона наградио је Београд титулом „Град будућности јужне Европе”.

## Партнерски градови
Београд је побратимљен са следећим градовима:
| - Ковентри (УК, Енглеска) — град близанац од 1957. - Тел Авив (Израел) — град побратим од 1990. - Беч (Аустрија, Беч) — град побратим од 2003. - Чикаго (САД, Илиноис) — град побратим од јуна 2005. - Лахор (Пакистан) — град побратим од јуна 2007. - Крф (Грчка) — град побратим од фебруара 2010. - Љубљана (Словенија) — град побратим од новембра 2010. - Скопље (Северна Македонија) — град побратим од марта 2012. - Бања Лука (БиХ, Република Српска) — град побратим од октобра 2020. |

Остале форме сарадње и градског пријатељства сличне братимљењу:
| - Атина (Грчка) — Споразум о пријатељству и сарадњи, новембар 1966. - Рим (Италија) — Споразум о пријатељству и сарадњи, октобар 1971. - Берлин (Немачка, Берлин) — Споразум о пријатељству и сарадњи, новембар 1978. - Пекинг (Кина, Пекинг) — Споразум о сарадњи, октобар 1980. - Милано (Италија) — Меморандум о споразуму, програм „Град до града”, новембар 2000. - Мадрид (Шпанија) — Споразум о сарадњи, мај 2001. - Кијев (Украјина) — Споразум о сарадњи, мај 2002. - Москва (Русија, Москва) — Програм о сарадњи 2003/2004, децембар 2002. - Загреб (Хрватска) — Писмо о намерама, октобар 2003. (потписан заједно са Љубљаном) - Љубљана (Словенија) — Писмо о намерама, октобар 2003. (потписан заједно са Загребом) - Абу Даби (УАЕ, Абу Даби) — Споразум о сарадњи, програм „Ер Србија”, 2013. - Абу Даби (УАЕ, Абу Даби) — Споразум о сарадњи, пројекат „Београд на води”, 2014. |